# Miletínský potok
Miletínský potok pramení na Lišovském prahu, protéká řadou rybníků, jeho průtok roste a stává se z něj říčka. Na posledních kilometrech většinu své vody ztrácí při napájení rybníků Dvořiště a Koclířov a přerozdělením do několika samostatných toků.

## Průběh toku

### Lesní rybníky
Pramen potoka se nachází 2 km jihozápadně od Lišova v lese Klíny. Na svém počátku potok protéká dnes již neexistujícím rybníkem Širokým (Hoferovským, Höferovským), který je roku 1741 připomínán jako obecní rybník, 1820 je vypuštěn, 1821 z části přeměněn v les, ale za šest let je znovu připomínán jako funkční rybník. Dnes se z něj zachovaly dvě nízké hráze, protože rybník ležel v sedle. Pod ním se nalézal rybník Šmídovský, i jeho existence je potvrzena k roku 1741, v roce 1821 byl vypuštěný, ačkoli v pozdější katastrální mapě je zakreslen s vodou. Zbyla po něm jen hráz, po níž vede cesta mezi Ortvínovicemi a rybníkem Čekalem. Starý rybník pocházel z 18. století, ale od poloviny 19. století byl vypuštěn a lišovská obec ho pronajímala k travaření. I po něm zbyla jen hráz. Větší štěstí měl Malý rybník (Maličký, Nový nad Utopeným), ten je v dnešní době vypuštěn, ale čeká na odbahnění. Těsně pod jeho subtilní hrází se leskne hladina rybníka Utopený (Komora), jehož současné jméno vysvětluje pověst – přes zamrzlý rybník projížděl svatební průvod, ovšem led tíhu neudržel a ženich i nevěsta se utopili. Kamenný taras na hrázi pochází z roku 1726. Miletínský potok protéká dále okrajem lesa až do Koníře (3,62 ha). Jméno rybníka je odvozeno od plavení koní. Koníř zde zcela jistě byl už v roce 1631 a roku[1722 dostal kamenný taras, který osadil zedník Tomáš Wortner. Za první republiky tu vzniklo koupaliště, které po několika úpravách funguje dodnes.
Pod hrází rybníka se nalézá bývalý Konířský mlýn. Roku 1799 lišovský měšťan a mlynář obdržel povolení k výstavbě a za dva roky byl mlýn postaven. Roku 1803 byla vykopána strouha, která přiváděla vodu z rybníků Fencalík a Smíchovec, protože zde býval nedostatek vody. V lese voda ale podemílala stromy a stoka musela být zasypána. Mlýn sloužil svému účelu až do první světové války. Dnes je z něj rekreační chalupa.
Potok se dále stáčí na jih. Zleva přibírá malý potůček, který od svého pramene napájel postupně tři rybníky. Rybník Fencalík se jmenoval podle svých prvotních majitelů, ale v polovině 18. století je majetkem Lišova. Od roku 1821 je vypuštěný. Krásný rybník Smíchovec leží uprostřed lesa. Jeho další jména byla Starý Smíchovec, Lesní Smíchovec nebo Zadní Smíchovec. V 19. století byl vypuštěn, ale od roku 1910 se v něm opět leskne obloha. Pod ním je Ortvínovický rybník (Urtinovský, Vortinovský). Existoval už roku 1600, později byl rozšířen. Pod ním se už bezejmenný potůček vlévá do Miletínského potoka. Posledním lesním rybníkem, na levém břehu, je Podlišovský rybník. V současnosti je vypuštěn a čeká ho důkladné odbahnění.
Vzniká zde naučná stezka, která propojí některé rybníky a jiné zajímavosti (studánku). Stezka je zajímavá tím, že jí připravuje základní škola v Lišově.

### Mezi Zvíkovem a Vlkovicemi
Miletínský poté protéká obcí Zvíkov. Dříve zde byly dva rybníky Vidymák horní a dolní, pod kterými se nachází rybník Ťulpa. Má rozlohu 1,88 ha a nedávno prošel celkovou rekonstrukcí. Na návsi se nacházejí sádka a přímo pod starou věžovitou tvrzí Nový Zvíkovský rybník (1,59 ha).
Potok dále teče přímo na východ kolem tří drobných rybníčků a zprava přibírá malý potok od Ortvínovic. Ortvínovice leží západně od Zvíkova a po třicetileté válce z nich příliš nezbylo. V této nevelké vsi se sbíhá několik vodotečí tvořící tento přítok Miletínského potoka. Dříve zde bylo rybníků více, ale dnes jich zbývá pouze šest, největším je Podedvorský rybník. Tento potůček dále protéká rybníkem Podemlýnským, pod jehož výpustí jsou zbytky hráze zaniklého rybníka. Před soutokem s Miletínským se do něj vlévá menší potůček, na němž jsou dva rybníky: Stávek a Sulcovský, oba mají rozlohu kolem jednoho a půl hektaru.
Za Zvíkovem se silnice dotýká velký Zvíkovský rybník. Má rozlohu 17,58 ha. Když byl stavěn u Třeboně rybník Svět, byly zaplaveny mnohé pozemky. Jako náhradu dostalo město od Rožmberků právě rybníky Zvíkovský a Výskok. Roku 1579 byl na pravém konci hráze dlouhé téměř 200 metrů vystavěn bezpečnostní přeliv. Zde také začíná půl kilometru dlouhá stoka přivádějící vodu do Vlkovického rybníka. Z něj se voda vrací do Miletínského potoka ještě ve vesnici Vlkovice nedaleko kaple. Tady se potok stáčí k severu a na okraji vsi se do něj z pravé strany vlévá nevelký potůček přitékající z menšího rybníka.

### Od Vlkovic k Sosnému
Miletínský potok dále teče pozvolnými zákruty k severu. Mezi dvěma lesíky na levém břehu přitéká malý potůček. Další přítok je už větší, do potoka se také přibírá zleva. Jeho tok začíná v blízkém Hvozdci ve Hvozdeckém rybníku. Za vsí se spojuje s menším potokem, který pramení u Slabců (na jeho toku poblíž tohoto cvičiště býval kdysi rybník). Do Miletínského potoka vtéká další malá vodoteč severněji na levém břehu.
To už se Miletínský potok blíží ke Štěpánovicím. Napájí zde dva rybníky. Větší severní Návesní rybník slouží ke sportovnímu rybolovu. Je zajímavý tím, že nejen jeho hráz, ale i bezpečnostní přeliv slouží jako veřejná komunikace. Potok teče menším parkem a kříží se se silnicí I/34. Silnice potok překonává kamenným dvouobloukovým mostem. Nachází se na něm i socha svatého Jana Nepomuckého vymalovaná v živých barvách. Pod kostelem se potok stáčí mírně k severozápadu, leží na něm dva nevelké rybníky, za nimi se do něj vlévá první větší přítok - Lišovský potok. Potok dále zatáčí k východu. Mostem potok překonává malá silnička mezi Štěpánovicemi a Sosním.
Tady potok poháněl svojí silou kolo Podsosenského mlýna. Stával zde už v první polovině 17. století. Mlynář také hlídal zdejší les Sosní. Za Karla Svobody (1764) měl mlýn dvě složení a nacházela se tu pila. V roce 1821 velká voda protrhla splav, podemlela břehy a způsobila škody odhadem 300 zlatých. V 19. století se ročně semlelo 800 měřic obilí a nařezalo 1000 prken. Od roku 1952 zde byly tesárny českobudějovických Pozemních staveb. Dnes je zde opět pila a mlýn už původnímu účelu neslouží.

### Mezi Sosným a rybníkem Dvořiště
Miletínský potok je za vyššího stavu vody od tohoto místa sjízdný (obtížnost WWI až WWII). Pokračuje na východ pod malým rybníčkem směrem k Dolnímu Miletínu. V cípu lesa Malý Vranín se stáčí přímo k severu. Tento oblouk částečně přetíná stoka napájející rybník Čekal. V této zátočině se do potoka také vlévá několik potůčků na pravém břehu. První přitéká od jihu a jedna z jeho větví protéká nevelkým rybníkem poblíž okraje lesa u Štěpánovic. Další dva přítoky vedou od Horního Miletína. Mezi oběma vesnicemi potok teče loukou k mostu silnice III. třídy, po kterém vede také cyklostezka 1105. Potok pokračuje zákruty kolem Dolního Miletína. Teče místy lesem, ale většinou po jeho okraji. Za vesnicí po levé straně míjí dva rybníky a po několika stech metrech se do něj vlévá z téže strany jeho největší přítok - Hůrecký potok.
Miletínský potok se začíná čím dál tím více nořit do nevýrazného údolí. Před koncem lesa se nachází brod, který spojuje Slověnický Mlýn, bývalý lom a volnočasový areál se silnicí II/148. Mlýn je doložen už k roku 1359, kdy patřil k lomnickému panství. Z mlýnu je rozpadající se zřícenina. V zatopené části lomu se dnes nachází potápěčská základna. Kdysi poblíž spadl Mig-15. Nedaleko je také nově vybudované lanové centrum pro veřejnost. Nad Miletínským potokem zde leží i dva rybníky.
Potok dále teče v zákrutech. Je zde peřej po rozvalené hrázi. Mezi chatami zprava přibírá drobný potůček. Pod osadou Sádek se potok začíná mírně rozšiřovat, protože přitéká do zátoky rybníka Dvořiště.

### Dvořiště a Koclířov
Rybník Dvořiště je čtvrtý největší v Česku, má rozlohu 337 ha a zadržuje 6,65 mil. m³ vody. Jeho největším přítokem je Miletínský potok. V jižní zátoce, která rozděluje Slověnice na Horní a Dolní se zprava vlévá malý potůček a na levém břehu Pohořka. Dalšími většími přítoky Dvořiště jsou potůček od jihovýchodu, který vytéká z malého rybníčku, Borový potok a potok protékající přírodní rezervací. Tento přítok nestačí, rybník je nebesák a zde začíná pro Miletínský potok začátek konce. Z hlavní výpusti odchází mnohem menší množství vody, než jakou samotný potok Dvořišti přivádí. O výlovech je ovšem v rybníku jen malé množství vody, kterou potok nemusí "vyživovat" a tehdy vidíme skutečný Miletínský potok. Je to velká říčka, která padá ze skalního prahu mezi obrovskými mnohametrovými balvany směrem na východ. Po levé straně se nachází rybářská bašta. Dole pod rybníkem se Miletínský potok kříží se Zlatou stokou a odvádí své vody dále do Koclířova.
Rybník Koclířov má rozlohu 192 ha a obsahuje 1,95 mil. m³ vody. Je velice obtížné určit další průběh Miletínského potoka pod Zlatou stokou, protože rybníkáři (zejména Josef Štěpánek Netolický a Jakub Krčín z Jelčan) původní situaci naprosto změnili a zbývající sílu potoka využili pro napájení rybníků. Koclířov má dvě výpusti, které zřejmě kopírují původní situaci, kdy se potok dělil na dvě ramena. Za bývalé přítoky Koclířova se dají považovat potok od jihu z rybníků Dolní Přesecký, Horní Přesecký a přítok ze severozápadu, který kromě tří menších rybníčků také napájí Vydýmač u Smržova. Dnes jejich tok směřuje do Zlaté stoky, která rybník ze tří čtvrtin obtéká.

### Poslední kilometry
Koclířov svými výpustmi rozděluje Miletínský potok na severu a jihu.
Severní větev potoka míří na východ do Služebného rybníka. Z jeho výpusti směřuje k Lomnici, přibírá jednu stoku z jižní větve potoka, ale vzápětí se rozděluje na dva toky. Jeden protéká městem, druhý ho z jihu obtéká. Potok hrál dříve nezanedbatelnou roli v obraně města a hradu. Teče kolem rybníků Koňský a Peřinka, železniční trať ho překlenuje mohutným mostem. Pod papírnou se do potoka vlévá stoka od rybníka Jindrlov, která začíná ve Zlaté stoce. Asi dvě stě metrů jižně od silnice II/148 se spojuje se svým jižní tokem v jeden celek.
Jižní větev Miletínského potoka jednak napájí rybník Velký Tisý, ale také blízká sádka Šaloun ležící mezi tímto velkým rybníkem a Služebným. Jižní část potoka se složitě rozděluje. Jednak se pod Služebným znovu spojuje se severní větví. Z této stoky směřuje jiná mimo město Lomnici, aby se za železnicí spojila s kanálem, který se odděluje z potoka vytékajícího z hlavní výpusti Velkého Tisého. Obě dvě spojené stoky se znovu vlévají do tohoto největšího toku jižně od spojení severní větve s jižní. Tento největší potok je také znám pod jménem Tisý. Teče na severovýchod, kříží se železnicí a silnicí I/24, ale před lesem u rybníka Černičného se obrací přímo k severu. Postupně se zase spojuje se všemi předchozími větvemi.
Přesto je v potoce mnohem méně vody než před Dvořištěm. Potok ještě překlenují dva mosty - po jižním vede silnice II/148. Zvolna se k němu přibližuje Lužnice od jihovýchodu. Do ní se vlévá asi 50 metrů pod velkým jezem na této řece.

## Hlavní přítoky
Lišovský potok, Hůrecký potok, Pohořka, Borový potok.
Kříží se se Zlatou stokou.

## Velké rybníky
Zvíkovský, Vlkovický, Dvořiště, Koclířov, Velký Tisý, Služebný.

## Jméno potoka
Roku 1367 je doložen název Lomnicze rivulus - Lomnický potok, podle kterého dostala Lomnice své jméno. Roku 1764 Podsosenský mlýn koupil Karel Svoboda a zavázal se přivést ke mlýnu vodu ze Štěpánovského potoka. Dnes ale platí jméno Miletínský. Ale jen po rybník Koclířov. Název Miletínský potok se často používá pro tu část toku, která protéká Lomnicí nad Lužnicí. Ta se v minulosti také nazývala podle stejnojmenného rybníka Služebný potok. Pro jižní větev potoka zase jméno Tisý, přičemž Miletínský se do něj vlévá. Můžeme se setkat i s názvem Miletínský-Tisý potok.

## Ochrana přírody
Dolní část toku od Zlaté stoky spadá pod CHKO Třeboňsko, kde leží i přírodní rezervace Velký a Malý Tisý. Na západním břehu rybníka Dvořiště se nachází přírodní rezervace Dvořiště.

## Flóra
Mezi vzácnější druhy, které najdeme na Miletínském potoce jsou například rosnatka okrouhlolistá, pupečník obecný a přeslička poříční. Dále druhy ostřice (zobánkatá, ježatá, šedavá a obecná), violka bahenní a vrbina kytkokvětá. Druhy sítin (cibulkatá, niťovitá), psineček psí, všivec lesní a kamyšník vrcholičnatý. Velice častý je rákos a orobinec.

## Fauna
Za nejvýznamnější druhy v Třeboňské pánvi a tedy i Miletínském potoce jsou považováni ptáci. Zejména v rezervaci Velký a Malý Tisý.
Ptáci, které můžeme nalézt kolem potoka jsou například volavka popelavá, čáp bílý, bukač velký, husa velká, pochop rákosní, břehouš černoocasý a vodouš rudonohý. Dříve hojný racek chechtavý v poslední době z Třeboňska mizí (jedno z jejich sídlišť je i na ostrůvku v rybníku Koclířov). U Slověnic žije i ledňáček říční.
Ze savců lze spatřit i vzácnou vydru říční.
Rybníky jsou umělé nádrže sloužící chovu ryb. Nejčastějším je kapr obecný. Dále je například chován lín, štika, candát, sumec, amur, tolstolobik a tolstolobec pestrý.